# Sayed Mohammed Jaffer
Sayed Mohammed Jaffer (sinh ngày 25 tháng 8 năm 1985, Arabic: سيد محمد جعفر) là một cầu thủ bóng đá người Bahrain hiện tại thi đấu cho Muharraq và Đội tuyển bóng đá quốc gia Bahrain.